# Mexikanisches Fuchshörnchen
Das Mexikanische Fuchshörnchen (Sciurus nayaritensis) ist eine Hörnchenart aus der Gattung der Eichhörnchen (Sciurus). Es ist im Westen Mexikos sowie lokal im Südosten des amerikanischen Bundesstaates Arizona verbreitet.

## Merkmale
Das Mexikanische Fuchshörnchen erreicht eine Kopf-Rumpf-Länge von etwa 24,8 bis 25,9 Zentimetern bei einem Gewicht von etwa 660 bis 740 Gramm. Der Schwanz wird 24,6 bis 25,5 Zentimeter lang und ist damit etwa so lang wie der Restkörper. Die Rückenfärbung der Tiere ist gräulich-braun, die Bauchseite ist gelblich- bis rötlich-braun. Der dunkle Schwanz ist weiß gefrostet. Die Tiere wechseln zweimal im Jahr das Fell, wobei das Winterfell rötlicher und der Hodensack (Scrotum) weiß umringt ist.

## Verbreitung
Das Mexikanische Fuchshörnchen ist im Westen Mexikos südlich des Sierra Madre Occidental bis in den Bundesstaat Jalisco sowie lokal in den Chiricahua Mountains im Südosten des amerikanischen Bundesstaates Arizona verbreitet. Die Höhenverbreitung reicht von 1560 bis etwa 2700 Metern, liegt normalerweise allerdings zwischen 1650 und 1950 Metern.

## Lebensweise
Das Mexikanische Fuchshörnchen lebt in Waldgebieten der Bergregionen von Laubwäldern in Höhen um 1500 Metern, in trockenen Eichen-Kiefer-Mischwäldern der mittleren Höhenstufe bis zu Nadelwäldern der oberen Höhenlagen. Die Bestandszahlen in den Wäldern sind generell niedrig, die höchsten Bestandszahlen weisen Flusstäler mit Pappeln und Platanen auf. Die Tiere sind tagaktiv und ganzjährig aktiv, sie halten keinen Winterschlaf. Die Männchen nutzen einen Aktivitätsraum von durchschnittlich 35 Hektar, die Weibchen nur etwa 15 Hektar. Die Männchen versuchen dabei vor allem während der Paarungszeit ihr Revier mit dem möglichst vieler Weibchen zu überlappen. Die Tiere ernähren sich herbivor, hinzu kommt ein geringer Anteil an Insekten, sie suchen ihre Nahrung am Boden und im Blattwerk der Bäume.  Hauptsächlich frisst das Mexikanische Fuchshörnchen Samen und Früchte sowie Pilze. Bei den Zapfen von Kiefern, Douglasfichten und Fichten werden die einzelnen Schuppen entfernt, um an die Samen zu kommen. Auch Bucheckern und Walnüsse werden gefressen, wenn sie verfügbar sind. Die Tiere legen zudem Lager von Samen im Boden und den Blattauflagen als Vorrat an.
Die Nester werden als Kobel im Geäst aus Pflanzenmaterial gebaut, zusätzlich nutzen die Tiere beiderlei Geschlechts, vor allem Weibchen mit Jungtieren, Baumhöhlen als Schlafplatz und Versteck. Auch gemeinsame Nestnutzung kommt vor. Die Paarungszeit beginnt im Frühjahr oder Frühsommer mit einem kurzen Östrus der Weibchen, die von mehreren Männchen begattet werden. Der Wurf erfolgt im späteren Frühjahr oder Sommer und besteht aus einem oder zwei Jungtieren. Die Männchen besitzen vom Winter bis in den Sommer einen freien Hodensack, in dem die Spermien produziert werden, im Spätsommer und Herbst wird dieser in eine Höhle im Unterleib zurückgezogen.
Zu den Hauptprädatoren für das Mexikanische Fuchshörnchen zählen Greifvögel, Hunde, Katzen, Waschbären und Schlangen. Bei Bedrohung geben die Tiere keine Rufe von sich und verhalten sich bewegungslos oder suchen Verstecke auf.

## Systematik
Das Mexikanische Fuchshörnchen wird als eigenständige Art innerhalb der Gattung der Eichhörnchen (Sciurus) eingeordnet, die aus fast 30 Arten besteht. Die wissenschaftliche Erstbeschreibung stammt von Joel Asaph Allen aus dem Jahr 1890, der die Art anhand von Individuen aus der Sierra Valparaíso im mexikanischen Bundesstaat  Zacatecas zuerst als Sciurus alstoni beschrieb und ein Jahr später den Namen aufgrund des bereits von John Anderson vergebenen Namens für die heute als Prosciurillus alstoni bekannte Art der Sulawesi-Zwerghörnchen auf Sciurus nayaritensis änderte.
Innerhalb der Art werden gemeinsam mit der Nominatform drei Unterarten unterschieden:
- Sciurus nayaritensis nayaritensis: Nominatform; im südlichen Teil des Verbreitungsgebietes in Mexiko. Die Unterart ist kleiner als die anderen, das Fell ist deutlich mehr gelb.
- Sciurus nayaritensis apache: im nördlichen und mittleren Teil des Verbreitungsgebietes. Die Unterart ist mittelgroß und auch in der Färbung intermediär zwischen den beiden anderen Formen.
- Sciurus nayaritensis chiricahuae: endemisch in den Chiricahua Mountains im Südosten Arizonas. Die Färbung ist rötlich, sowohl auf der Rücken- als auch auf der Bauchseite.

## Status, Bedrohung und Schutz
Das Mexikanische Fuchshörnchen wird von der International Union for Conservation of Nature and Natural Resources (IUCN) als „nicht gefährdet“ (least concern) eingeordnet. Begründet wird dies durch das relativ große Verbreitungsgebiet, die angenommenen hohen Bestandszahlen und das Fehlen von bestandsbedrohenden Risiken. Potenzielle Risiken für die Bestände sind nicht bekannt, lokal werden die Tiere als Fleischquelle bejagt.
Die Unterart Sciurus nayaritensis chiricahuae steht in den Vereinigten Staaten als gefährdete Art unter Schutz.